# Mechanosynteza
Mechanosynteza – rodzaj technologii otrzymywania materiału w procesie mechanicznym. Proces ten polega na ciągłym poddawaniu materiału mechanicznym oddziaływaniom, w wyniku których w materiale następują zmiany struktury krystalicznej bądź mikrostruktury poprzez dostarczaną energię mechaniczną. Proces ten przeprowadzany jest w młynach kulowych, dlatego zamiennie używana jest nazwa "ball-milling" (ang. mielenie kulowe). W trakcie procesu mechanosyntezy materiał jest poddawany zimnemu stopowaniu, łamaniu ziaren, zdzieraniu powierzchni i ponownym ich łączeniu. Do końca dwudziestego wieku była używana do syntezy materiałów metalicznych.
Mechanosynteza rozwijana była na przełomie lat '60 i '70 dwudziestego wieku przez J. Benjamina i współpracowników w Paul D. Merica Research Laboratory of the International Nickel Company (INCO). Używany był początkowo termin mechanicznego stopowania (ang. mechanical alloying), z powodu użycia w produkcji stopów specyficznych metali.